# Музей-квартира Сулеймана Юдакова
Музей-квартира Сулеймана Юдакова — меморіальний музей-квартира узбецького композитора, одного із засновників низки жанрів у національному мистецтві (романс, фортепіанний дует, квартет, кантата), автора першої узбецької комічної опери «Витівки Майсари» та комедійно-сатиричного балету «Юність Насреддіна», лауреата Сталінської премії та Державної премії Узбекистану Сулеймана Олександровича Юдакова, розташований у столиці Узбекистану місті Ташкенті.

## Розташування і відкриття музею
Музей-квартира Сулеймана Юдакова міститься у квартирі, де багато років жив і творив С. О. Юдаков, у так званому Будинку композиторів Узбекистану, й розташований за адресою:
вул. Я. Гулямова, 69, м. Ташкент (Узбекистан).
Музейний заклад був відкритий на початку грудня 2008 року. Він створений групою ентузіастів, шанувальників музики С. Юдакова, в тому числі членами новоствореного Ташкентського іменного фонду за підтримки Спілки композиторів Республіки Узбекистан. 

## Експозиція і діяльність
Творцями Музею-квартири Сулеймана Юдакова була проведена величезна серйозна робота з розбору рукописних матеріалів (архіву) композитора, що являє найбільшу цінність музею. Крім того в експозиції закладу численні матеріали: музичні записи та платівки, друковані твори, особиста кореспонденція композитора тощо.
Основними цілями діяльності музею є проведення досліджень у сфері культури і мистецтва, наукових конференцій, творчих вечорів та концертів, видання інформаційних матеріалів, наукових монографій, книг, альбомів, підготовка відео- та аудіоматеріалів, компакт-дисків. 